# Axel Lind
Axel Lind (født 1. august 1907 i Rådvad, død 28 maj 2011 i Skagen) var en dansk marinemaler, søn af Jørgine Lindvig.
Han grundlagde i 1977 Grenen Kunstmuseum og Axel Lind kulturfond.